# Nowa Zelandia na Letnich Igrzyskach Paraolimpijskich 2008
Nową Zelandię na Letnich Igrzyskach paraolimpijskich w Pekinie reprezentowało 30 zawodników.

## Medale

### Złoto
- Paula Tesoriero - kolarstwo torowe, 500 metrów - LC 3-4
- Cameron Leslie - pływanie, 150 metrów stylem zmiennym - SM4
- Sophie Pascoe - pływanie, 100 metrów stylem grzbietowym - S10
- Sophie Pascoe - pływanie, 100 metrów stylem klasycznym - SB9
- Sophie Pascoe - pływanie, 200 metrów stylem zmiennym - SM10

### Srebro
- Kate Horan - lekkoatletyka, 200 metrów - T44
- Sophie Pascoe - pływanie, 100 metrów stylem motylkowym - S10
- Daniel Sharp - pływanie, 100 metrów stylem klasycznym - SB13

### Brąz
- Annaliisa Farrell i Jayne Parsons - kolarstwo szosowe, jazda na czas - B 1-3
- Michael Johnson - strzelectwo, karabin pneumatyczny - SH2
- Paula Tesoriero - kolarstwo szosowe, jazda na czas - B 3-4
- Paula Tesoriero - kolarstwo torowe, na dochodzenie - LC 1-2